# Alexander Frison
Alexander Frison, né à Baden, près d'Odessa le 5 mai 1875 et mort à Moscou le 20 juin 1937, est un évêque et martyr catholique. 

## Biographie
Mgr Frison était un Allemand de la mer Noire dont les ancêtres d'origine alsacienne avaient émigré dans l'Empire russe dans la seconde moitié du XVIIIe siècle. Il fit ses études au séminaire de Saratov, puis au Collegium Germanicum auprès de la Grégorienne à Rome, où il fut reçu docteur en philosophie et en théologie. Il fut ordonné prêtre en 1901 et nommé en 1902 curé de la paroisse Notre-Dame de Kertch, avant de servir à Simféropol. En 1905, il devint vicaire de la procathédrale Saint-Clément de Saratov, tout en étant chapelain et secrétaire privé de l'évêque, Mgr Joseph Aloysius Kessler, comme lui Allemand de la Volga. L'abbé Frison devint également professeur de latin et d'histoire de l'Église au séminaire de Saratov, dont il prend la direction en tant que recteur cinq ans plus tard. Le séminaire fut transféré à Odessa après la révolution d'Octobre, dans une région - l'Ukraine méridionale - qui n'était pas encore aux mains des Rouges et l'abbé Frison continua d'en assumer la direction. Il devint curé de Notre-Dame-de-l'Assomption de Simféropol en 1919, tout en demeurant curé de la paroisse de Kertch, jusqu'en 1925. En même temps, il fut nommé doyen du doyenné de Simféropol.
Lorsqu'en mars 1923, Zinoviev décida d'éliminer l'Église catholique de Russie, l'abbé Frison fit partie du nombre des personnes arrêtées, ainsi que Mgr Cieplak, Mgr Budkiewicz qui fut fusillé et Mgr Féodoroff. Il fit six mois de prison et fut relâché, avant d'être arrêté de nouveau en 1925 pour complicité avec une organisation (l'Église) opprimant le peuple.
Ses qualités le firent remarquer par Mgr Michel d'Herbigny, envoyé clandestin du pape Pie XI en URSS, et chargé par ce dernier d'y rétablir une hiérarchie catholique qui avait été éliminée par la dictature bolchevique.

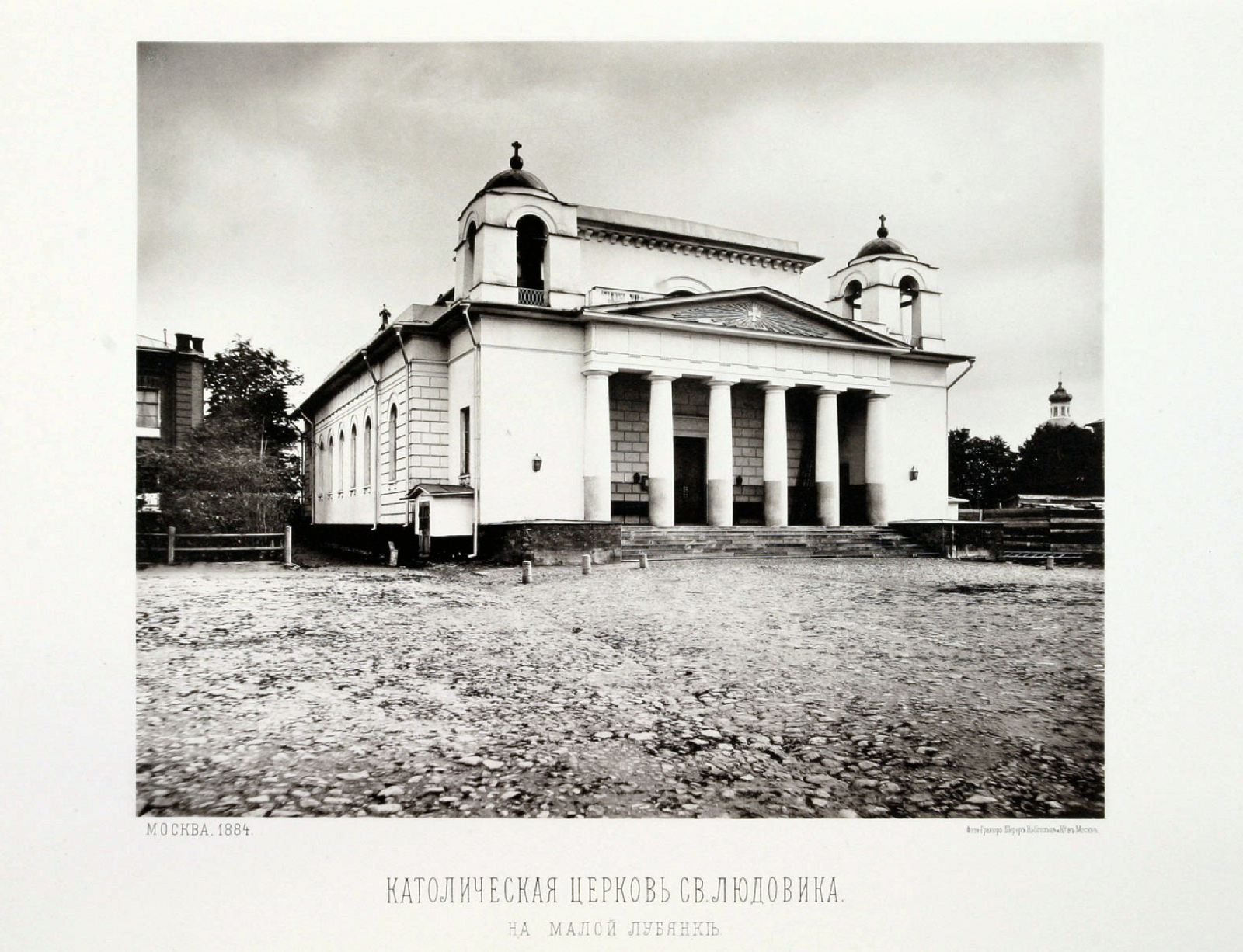
L'église Saint-Louis-des-Français de Moscou.

Il fut consacré évêque in partibus de Limyra (de) par Mgr d'Herbigny le 10 mai 1926, avec un autre prêtre, Boleslas Sloskans, à l'église Saint-Louis-des-Français de Moscou et nommé administrateur apostolique d'Odessa, c'est-à-dire possédant la juridiction sur les catholiques de la partie sud du diocèse de Tiraspol : la Crimée, Odessa, Taganrog, Nikolaïev, Chersonèse, Rostov-sur-le-Don, c'est-à-dire le littoral de la mer Noire. Le pouvoir soviétique apprit rapidement la nouvelle de cette consécration clandestine. Il lui fut interdit de sortir de Simféropol à partir de 1927, ce qui l'empêcha de visiter ses paroisses.
Il ne put guère se consacrer à sa mission, constamment surveillé par la police politique de 1926 à 1929, emprisonné un mois à l'été 1929 et de nouveau emprisonné de l'automne 1929 à 1931, libéré mais restant sous étroite surveillance de 1931 à 1933 avant d'être à nouveau incarcéré quelque temps. Il est arrêté la dernière fois le 10 octobre 1935 à Simféropol, avec sa mère et sa nièce (qui sera fusillée en 1938). Accusé d'espionnage au profit de l'Allemagne, il fut fusillé en juin 1937 lors des grandes purges staliniennes.